# Australien i olympiska sommarspelen 1964
Australien deltog med 243 deltagare vid de olympiska sommarspelen 1964 i Tokyo. Totalt vann de sex guldmedaljer, två silvermedaljer och tio bronsmedaljer.

## Medaljer

### Guld
- Betty Cuthbert - Friidrott, 400 meter.
- Bob Windle - Simning, 1500 meter frisim.
- Ian O'Brien - Simning, 200 meter bröstsim.
- Kevin Berry - Simning, 200 meter fjäril.
- Dawn Fraser - Simning, 100 meter frisim.
- William Northam, Peter O'Donnell och James Sargeant - Segling, 5,5 m.

### Silver
- Michele Brown - Friidrott, höjdhopp.
- Robyn Thorn, Janice Murphy, Lynette Bell och Dawn Fraser - Simning, 4 x 100 meter frisim.

### Brons
- Ron Clarke - Friidrott, 10 000 meter.
- Marilyn Black - Friidrott, 200 meter.
- Judy Amoore - Friidrott, 400 meter.
- Pamela Kilborn - Friidrott, 80 meter häck.
- Theodore Boronovskis - Judo, öppen klass.
- Mervyn Crossman, Paul Dearing, Raymond Evans, Brian Glencross, Robin Hodder, John McBryde, Donald McWatters, Patrick Nilan, Eric Pearce, Julian Pearce, Desmond Piper, Donald Smart, Anthony Waters och Graham Wood - Landhockey.
- Allan Wood - Simning, 400 meter frisim.
- Allan Wood - Simning, 1500 meter frisim.
- David Dickson, Peter Doak, John Ryan och Bob Windle - Simning, 4 x 100 meter frisim.
- David Dickson, Peter Reynolds, Ian O'Brien och Kevin Berry - Simning, 4 x 100 meter medley.